# 武术套路

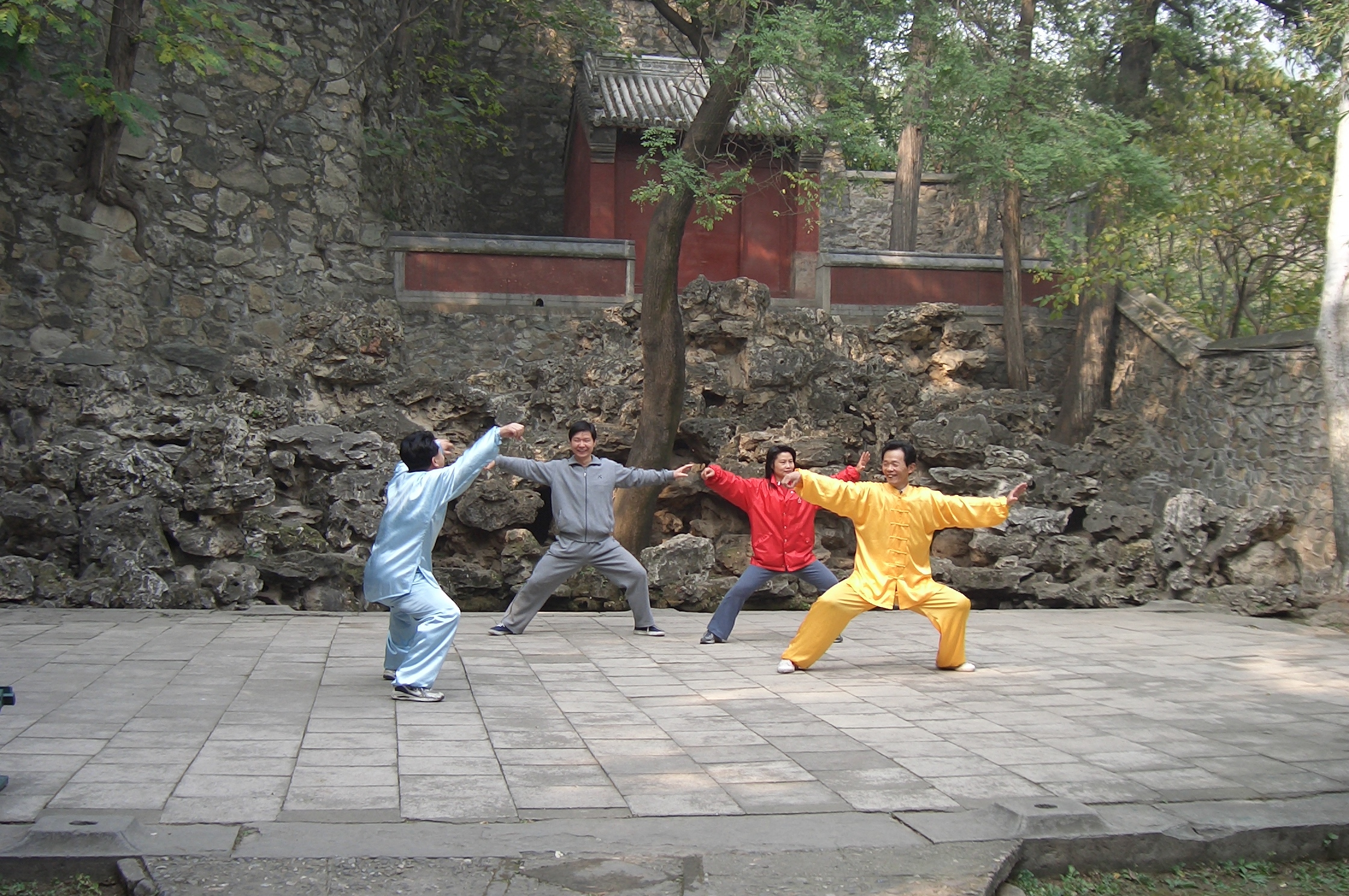
在北京香山的太极拳练习者

武术套路是一连串含有技击和攻防含义的动作组合。
套路是中国武术及其他東亞武術的中一种独特形式，也是区别于其他武术的一大技术特征。
其實不論地域和流派，但凡武術，除了體能、力量、速度、反應、準確度的鍛鍊外，更重要的是一些臨敵攻防時的拆解技巧，這是任何種類的武術都不缺的。不過似乎只有東亞武術有把這些技巧凝固為「招式」，並且把一連串攻防常用的招式串連為「套路」，供紀錄及平素操練時使用的習慣。

## 成因

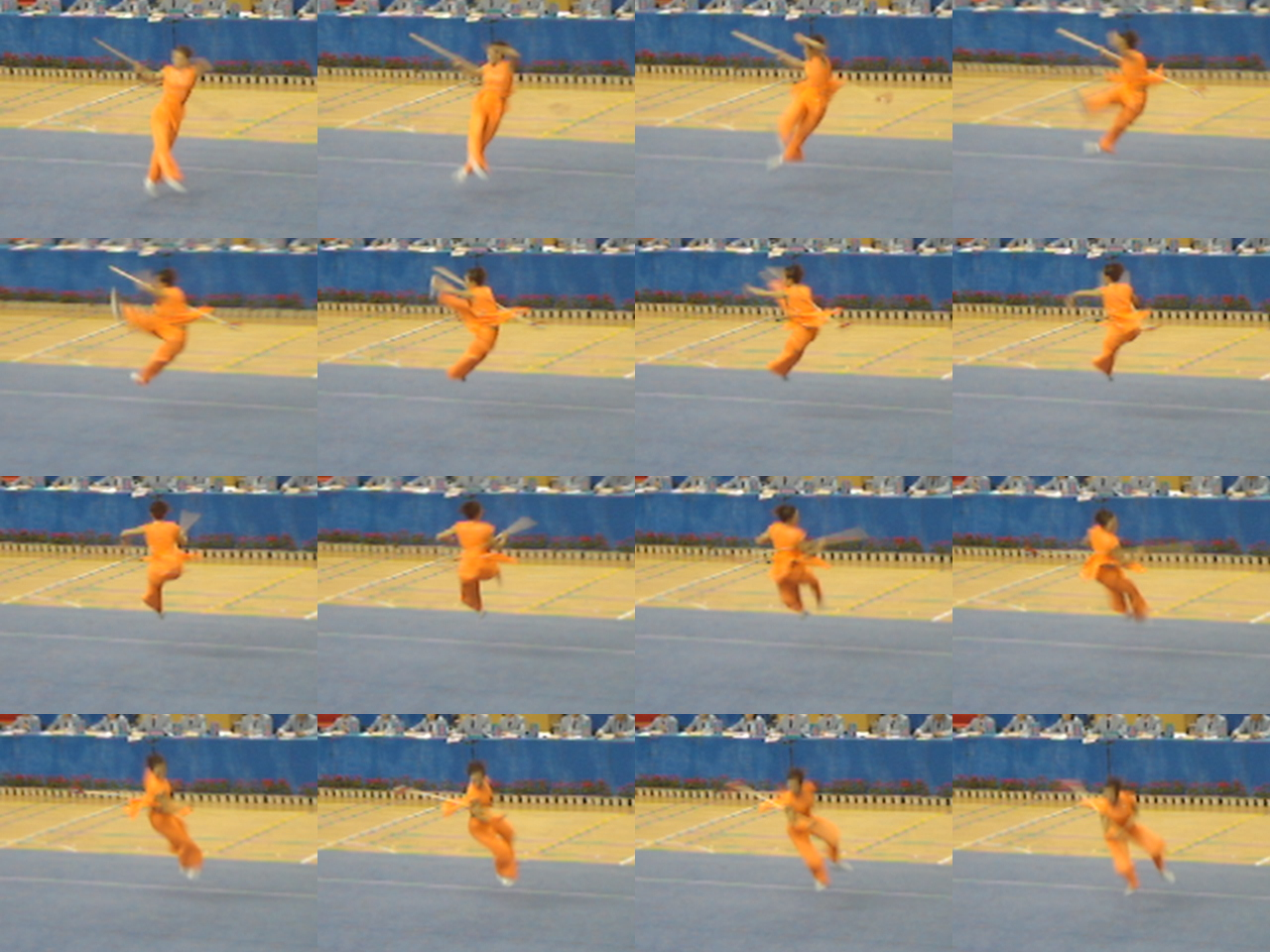
武术比赛中的棍术表演

对于中国武术套路形成的原因，还缺少一个统一的认识。有人认为套路的产生原因是为了提高士兵身体素质，增强战斗力；或者是为了表演而加强艺术性的成分。但是也有人认为套路是为了保存武术的技击动作，作为武术的基本训练手段。还有人从中国传统的礼仪出发，认为武术套路的产生是出于礼节性的需要。

## 作用
東亞武术各家各派都有表现自己门派特色的许多套路，而且套路多是循序渐进的，初学者和資深者，練习的套路也不一樣。
传统武术中，套路练习初期多是分开来一招一招练的，让学习者体会运气使力，攻防技击的含义。而这种练习反复不断地进行，正是为了在实战中能够条件反射式的使出相应的招式，也可以仔细体会招式的功效。例如号称“半步崩拳打天下”的形意拳大师郭雲深，对敌总是使用一个招式崩拳，而且严格来说只是半个招式，但是却足以击败对手。

## 影響
武術的傳習，不外乎「形」、「法」和「功」──「形」是動作的模仿；「法」是動作在實戰上的使用方法和技巧；「功」包括對體能、力量、速度、反應、準確度的要求，以及對「法」的應用的嫻熟程度，甚至對拳種的風格、風味的掌握和流露。
套路對技擊技巧的「形」，的確有保存、紀錄的作用（特別是在不擅使用圖畫、文字的社群中）。不過初學者以套路作為武术基本训练時，往往只是以套路作為鍛鍊體格的體操，傳授者未必會對套路中的「法」（實戰技巧）作太詳細的解釋。如果光練套路，特別是單人套路（非對拆套路），更缺少對抗性的操練，加上套路的確有为表演而加添的艺术成分，這些因素有時會讓某些套路的從習者變得盲從、僵化，知其然而不知其所以然，只懂打出漂亮的花拳繡腿，而不知道如何把套路中的技巧應用在實戰上。因此，目前的武术运动员虽然同时很快的学会多种风格迥异的套路，但是对于其技击和攻防含义大多并不清楚。
由於太極套路被普遍當作工閒時的保健操來傳授和練習（有些國家體委新創的太極套路，更是專門只為這原因而開發），上述的弊病在太極界也尤為明顯。對套路中招式的應用方法不甚了了的傳授者，實在大有人在。
因此，實戰經驗比較豐富的武術從習者，往往對「散手」的應用更為重視。為彌補套路競賽在實戰上的不足，中國近年也積極發展散打比賽。

## 武术體育比赛中的套路

### 项目设置
作为武术比赛的一个分项，套路设置如下项目：
- 长拳
- 太极拳
- 南拳
- 剑术
- 刀术
- 枪术
- 棍术
- 太极剑
- 南刀
- 南棍
- 对练：徒手对练、器械对练、徒手与器械对练
- 集体项目

### 比赛时间
- 长拳、南拳、剑术、刀术、枪术、棍术、南刀、南棍套路不得少于1分20秒
- 太极拳、太极剑为3-6分钟
- 对练不得少于50秒

### 比赛方式
- 配乐项目必须在不带歌词的音乐伴奏下进行
- 运动员需要穿着武术比赛服装
- 个人项目场地为长14米，宽8米的长方形场地，集体项目为长16米，宽14米。
- 器械要求：
  - 左手持剑或抱刀时，剑尖和刀尖不低于耳上端；
  - 棍的长度不低于运动员本人身高
  - 枪的长度不低于本人站立直臂上举至中指尖
  - 南刀需以左手抱刀，刀尖不低于下颚
- 运动员在上场点名和裁判报分时，应根据所持器械不同行相应的竞赛礼（抱拳礼、抱刀礼、持剑礼、持枪礼、持棍礼）

### 评分规则

#### 评分项目
套路比赛共设A、B、C三组裁判各2名，另加B组裁判长一名，其中A组裁判评判动作质量（A分），B组裁判及裁判长评判演练水平（B分），C组裁判评判动作难度（C分），A、B、C三组起评分分别为5、3、2分（若为无难度要求项目，则A和B两组起评分均为5分），运动员起评分为其申报的A、B、C三组分数之和。

- A组裁判根据运动员出现的错误扣分（精确到小数点后一位）
- B组裁判打分后，去掉最高分和最低分后的平均分即为得分（精确到小数点后二位）
- C组裁判主要负责运动员难度的确认（精确到小数点后二位）
- 若运动员完成创新的动作难度，则可以在10分的起评分外有0.1-0.2分的加分
- 若出现重做、超时5秒以上或不到规定时间等情况，裁判长可以另行扣分

#### 同分处理
在分数相等的情况下，依下列次序进行打破平分处理：
1. 预赛成绩高者列前
2. 完成动作难度等级高者列前
3. 完成高等级动作难度数量多者列前
4. 难度得分高者列前
5. 演练水平应得分高者列前
6. 演练水平扣分少者列前

- 若上述方式仍然相等，则名次并列。
- 在团体或全能比赛中，分数相等时以获得第一名多者列前，仍相等，则以获第二名多者列前，以此类推。